# Ljepljiva kozja krv
Ljepljiva kozja krv (lat. Lonicera alpigena subsp. glutinosa, sin. Lonicera glutinosa Vis.) je uspravni listopadni grm s povijenim i krivudavim grančicama koji može narasti i do dva metra u visinu.
Ova endemična biljka, koja raste samo po Velebitu, Biokovu i na tromeđi Dalmacije, Hercegovine i Crne Gore, cvjeta u lipnju i srpnju. Naseljava kamenita staništa visokih planinskih vrhova, čistine u pojasu bukovih i munikinih šuma, kamene gromade, rubove sipara i slična staništa. Dopire i do 1900 metara nadmorske visine.
Latinski naziv ove biljke potječe od njemačkog ljekarnika i botaničara A. Lonitzera.

## Vanjske poveznice
|  | Wikivrste imaju podatke o taksonu Ljepljiva kozja krv |